# Fänrik Ståls sägner-del I
Fänrik Ståls sägner är en svensk film från 1926 i regi av John W. Brunius. 

## Om filmen
Filmen premiärvisades 1 november 1926. Filmen spelades in i Filmstaden Råsunda med exteriörer från Tavastehus, Ritoniemi, Ruovesi med flera platser av Hugo Edlund. Som förlaga har man Johan Ludvig Runebergs dikt Fänrik Ståls sägner del 1 som utgavs 1848.Filmen delades upp på två avdelningar där de två delarna ses som ett gemensamt och sammanhållet projekt se Fänrik Ståls sägner-del II I Finland framställdes 1939 en nyredigering av filmen försedd med synkroniserat ljud. Runebergs dikter om Fänrik Stål filmades första gången 1910 i regi av Carl Engdahl.

## Rollista
| Edvin Adolphson | Georg Carl von Döbeln          | överste. levde 29.4 1758 - 16.2 1820                                                                     |
| Olga Andersson | Prostinnan von Schwerin        | |
| Hugo Björne | Prosten von Schwerin           | |
| Sickan Castegren |                                | Finsk bondkvinna                                                                                         |
| Arthur Cederborgh |                                | Finsk bonde                                                                                              |
| Thor Christiernsson | Carl Leonard Lode              | överstelöjtnant vid Savolax infanteriregemente. Levde 28.5 1752 - 25.5 1816                              |
| Carl Deurell | Otto Henrik von Fieandt        | major vid Björneborgs regemente. Levde 26.9 1762 - 15.9 1823                                             |
| Anita Dorr |                                | Karin, bosatt i von Schwerins hem, prostgården i Sala                                                    |
| Leopold Edin | General Suchtelen              | |
| Arvid Enström | Trosskusken gamle Spelt        | |
| John Ericsson | Fänrik Stål                    | = Fredrik Adolf Pelander, underofficer vid Björneborgs regemente.                                        |
| Josef Fischer | Fredrik Adolf Jägerhorn        | överste                                                                                                  |
| Einar Fröberg | Wilhelm Mauritz Klingspor      | fältmarskalk. Levde 7.12 1744 - 15. 5 1814                                                               |
| Ida Gawell-Blumenthal | Lotta Swärd                    | marketenterska                                                                                           |
| Fredrik Gjerdrum | Johan Adam Cronstedt           | överste för Savolaxbrigaden. Levde 12. 11 1749 - 21. 2 1836                                              |
| Bror Hallberg | Trumslagare Nord               | |
| Vilhelm Hansson | Thure Drufva                   | Överstelöjtnant vid Upplands regemente, levde 22 januari 1767 - 6 oktober 1822                           |
| Seth Hesslin | Fänrik Blume                   | |
| Linnea Hillberg | fosterfaderns dotter           | |
| Thure Holm | Major von Törne                | |
| Robert Johnson | Doktor Bjerkén                 | |
| Helge Karlsson | Soldat Munter                  | som var med redan under Gustav III:s tid                                                                 |
| Kaarlo Kytö | Molnets Broder                 | |
| Axel Lagerberg | Olof Wibelius                  | landshövding i Savolax och Karelens län. Levde 10.2 1752 - 1.7 1823.                                     |
| Paul Lane | von Vegesack                   | |
| Einar Lindström | Pastorn                        | (i Pardala)                                                                                              |
| Sven Lindström | Gustav Löwenhielm              | stabschef                                                                                                |
| H. Lundström | Korpral standar                | |
| Otto Malmberg | Carl Olof Cronstedt            | kommendant på Sveaborg. Levde 3.10 1756 - 7.4 1820                                                       |
| Sixten Malmerfelt | En prost                       | (hos von Döbeln)                                                                                         |
| Thor Modéen | Johan August Sandels           | överste vid Savolax jägarregemente. Levde 31 aug. 1764 - 22 jan. 1831.                                   |
| Adolf Niska | Jakob Petrovitj Kulnev         | rysk överstelöjtnant. Levde 1763 - 1812                                                                  |
| Gösta Nyman |                                | Runebergs discipel                                                                                       |
| Nils Sarlin |                                | Runebergs discipel                                                                                       |
| Nils Ohlin | Wilhelm von Schwerin           | underlöjtnant vid Svea artilleriregemente. Levde 2.12 1792 - 27.9 1808.                                  |
| Sven Quick | Fosterfadern                   | |
| Gustaf Ranft | Odert Reinhold von Essen       | överste för Tavastehus jägarebataljon. Levde 1.6 1755 - 11.1 1837                                        |
| R. Rasch | Fahlander                      | |
| Edith Rolf | Inga                           | Wilhelm von Schwerins syster.                                                                            |
| Karl Mikael Runeberg | Johan Ludvig Runeberg          | |
| Axel Slangus | Sven Dufva                     | soldat vid Mustasaari kompani av Vasa Regemente                                                          |
| Alfred Lundberg | Karl Nathanael af Klercker     | general. Levde 1.11 1734 - 18.4 1817                                                                     |
| Konrad Tallroth | En kyrkoherde                  | |
| Oscar Textorius | Fredrik Vilhelm von Buxhoevden | rysk general, överbefälhavare för de ryska trupperna mot Finland- Levde 14.9 1750 - 23.8 1811.           |
| Nils Wahlbom | Karl Johan Adlercreutz         | generalmajor. Levde 17.4 1757 - 21.8 1815                                                                |
| A. Wahlström | Hurtig                         | |
| Anders Wikman | Kapten af Enehielm             | |
| Anna-Lisa Wallin | Kaptenskan af Enehielm         | |
| Harald Vehlnor | N:r 15 Stolt                   | som fick namnet efter den tappraste soldaten i von Schantz' kompani (endast i Fänrik Ståls sägner-del II |
| Värnpliktigt manskap från bland annat Upplands regemente (I8), Jämtlands fältjägarregemente (I 23) och Norrlands artilleriregemente (A4) deltog som statister i batalj- och marschscener |                                | |

## Bilder ur filmprogrammet

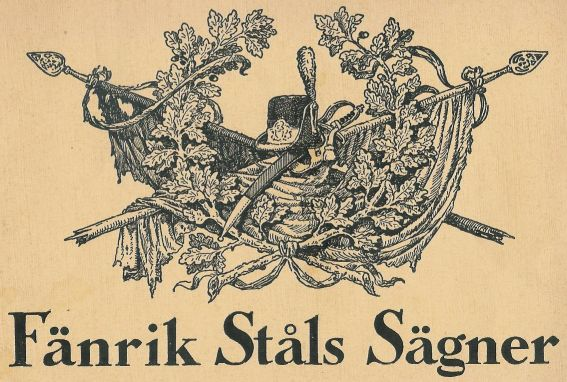
Programomslag
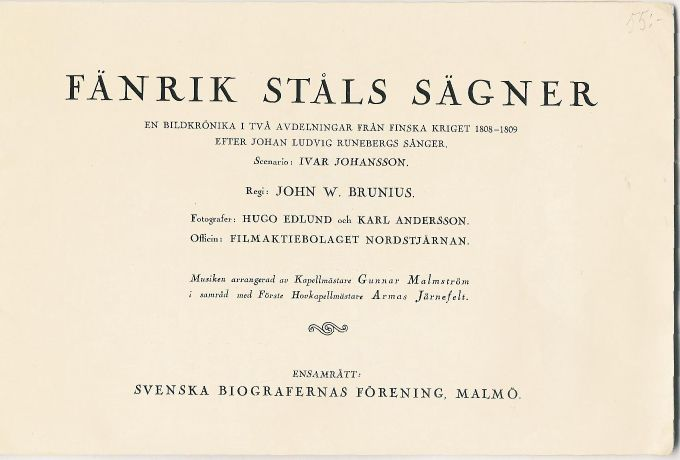
Titelsida